# باربرا مونيوث (لاعبة كرة قدم)
باربرا مونيوث (بالإسبانية: Bárbara Muñoz)‏ هي لاعبة كرة قدم تشيلية، ولدت في 2 يناير 1992 في سانتياغو في تشيلي. لعبت مع Colo-Colo (women) ‏.